# Dadi Suryadi
Dadi Suryadi, né le 25 décembre 1989, est un coureur cycliste indonésien.

## Biographie
Dadi Suryadi commence le cyclisme à l'âge de quatorze ans avec un VTT d'occasion.
En 2014, il intègre l'équipe continentale Pegasus Continental. Bon grimpeur, il se classe dixième du Tour de Singkarak (avec deux podiums d'étape). L'année suivante, il finit quatrième du Tour de Bornéo et dixième du Tour de l'Ijen. Il rejoint ensuite la formation malaisienne Terengganu en 2016. Sous ses nouvelles couleurs, il réalise sa meilleure saison en terminant deuxième du Tour de Singkarak, troisième du Tour de l'Ijen, sixième du Tour de Florès ou encore dixième du Tour des Philippines. 

## Palmarès
- 2016
  - 2e du Tour de Singkarak
  - 3e du Tour de l'Ijen

## Classements mondiaux
| Année         | 2009 | 2010 | 2011 | 2012 | 2013 | 2014 | 2015 | 2016 | 2017 |
| ------------- | ---- | ---- | ---- | ---- | ---- | ---- | ---- | ---- | ---- |
| UCI Asia Tour | 268e | 152e |      | 136e |      | 327e | 151e | 113e | 381e |